# Filippino Lippi

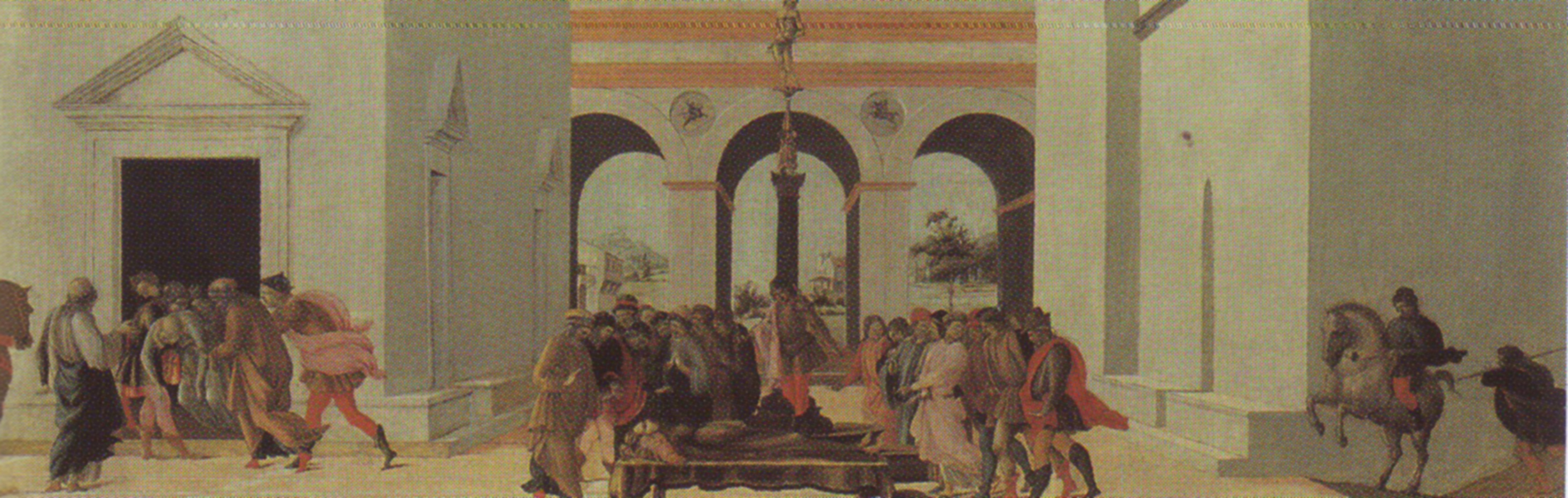
Dood van Lucretia (1478-1480)

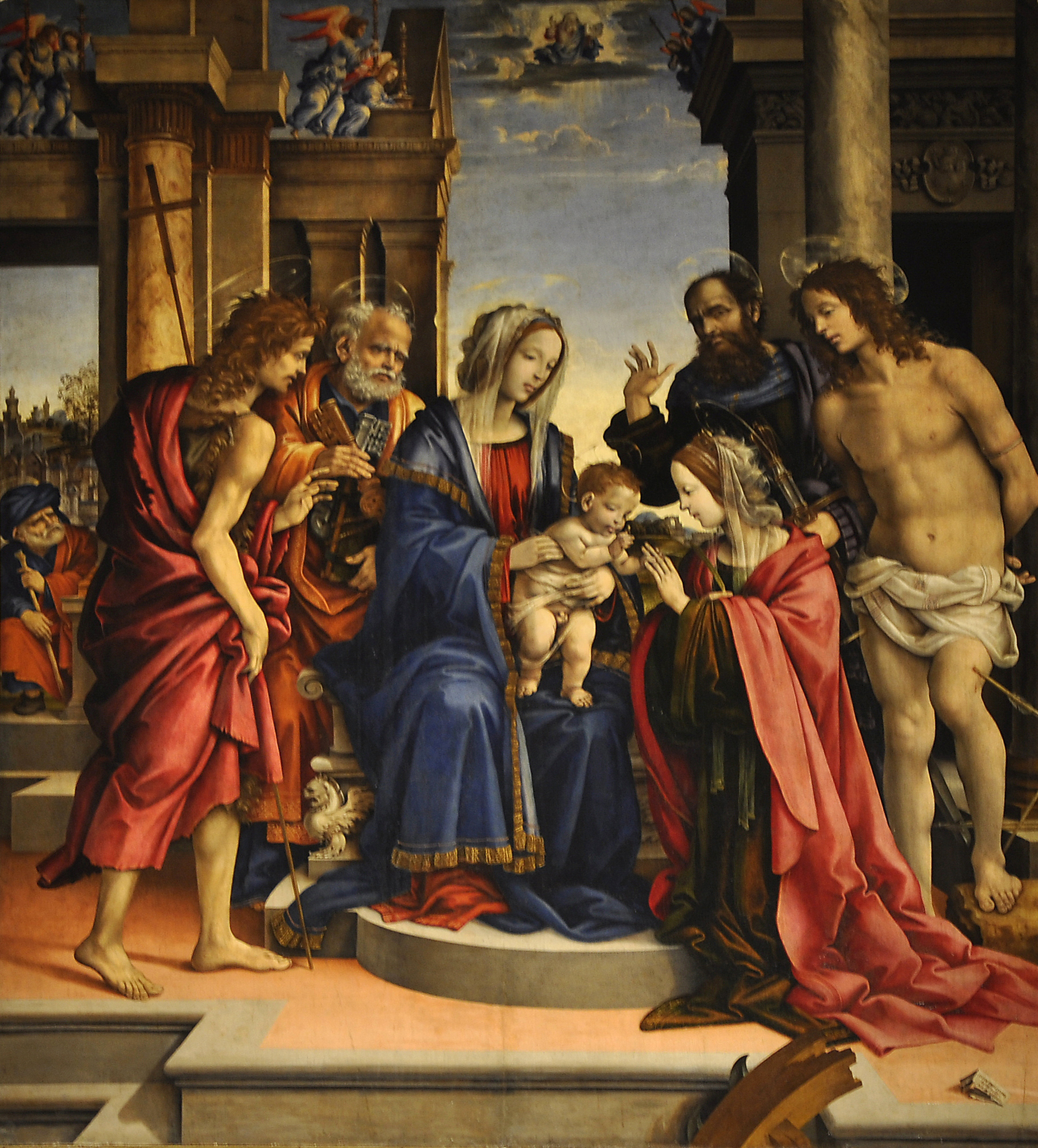
Mystiek huwelijk van de heilige Catharina (1501) - Basiliek van San Domenico in Bologna

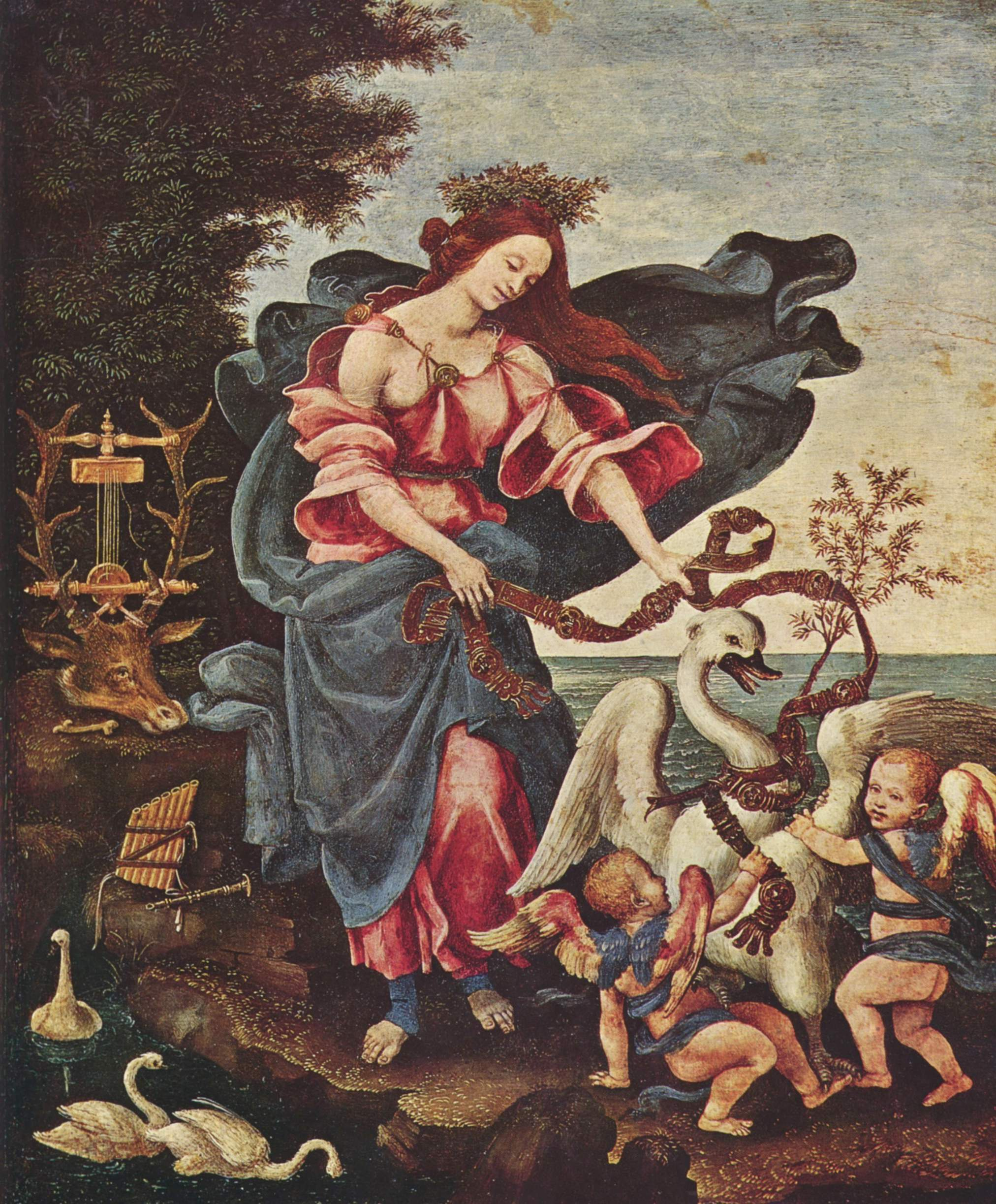
Filippino Lippi, Allegorie van de muziek, laatste kwart 15de eeuw, 61 x 51 cm, Tempera op paneel, Berlijn, Gemäldegalerie

Filippino Lippi (Prato, 1457 - Florence, 1504) was een Italiaans schilder en tekenaar uit de vroege renaissance.
Als zoon van de schilder Fra Filippo Lippi en Lucrezia Buti leerde hij al op vroege leeftijd schilderen en tekenen. Hij werkte al in zijn jeugd samen met zijn vader. Onder andere bij de kathedraal van Spoleto waar hij de fresco's van zijn vader voltooide na diens dood in 1469. Na de dood van zijn vader trad hij in de leer bij Botticelli die op zijn beurt leerling van Lippi's vader was. De invloed van Botticelli is dan ook goed te zien in het werk van Lippi. In 1472 werkte de twee kunstenaars samen aan de Compagnia di San Luca. 
De stijl van Filippino Lippi doet vooral in zijn beginperiode sterk denken aan die van Botticelli. Dit is goed te zien in de werken Maria met Christuskind en Johannes de doper en de Aanbidding van de drie wijzen beide zijn uit de periode 1480-1485 en hangen tegenwoordig in de National Gallery te Londen. In deze werken is ook zijn karakteristieke gedetailleerde landschap te zien, gevuld met menselijke activiteit. Deze manier van achtergrond schilderen had hij ontwikkeld bij het werken aan een aantal cassone, kleine bruidskistjes. Ook wordt een deel van deze ontwikkeling gekoppeld aan de aanwezigheid in Florence van het Portinari altaarstuk van de hand van Hugo van der Goes.
Samen met Perugino, Ghirlandaio en Botticelli werkte Lippi aan de decoratie van de Villa Spedoletto van Lorenzo de' Medici in Spedaletto. In 1482 kreeg hij de opdracht om de Sala dell' Udienza in het Palazzo Vecchio te decoreren, Lippi begon hier echter, om onbekende redenen, niet aan. In 1483 kreeg hij de opdracht om het werk van Masaccio in de Brancacci kapel in de Santa Maria del Carmine te voltooien, het werk was onvoltooid gebleven sinds de dood van Masaccio in 1428. Hiervan vervaardigde hij de scènes uit het leven van Petrus.
In 1486 begon Lippi aan het decoreren van de Sala degli Otto di Pratica in het Palazzo Vecchio. In datzelfde jaar begon hij te werken aan een altaarstuk voor Francesco del Pugliese met als onderwerp het visioen van sint Bernard.

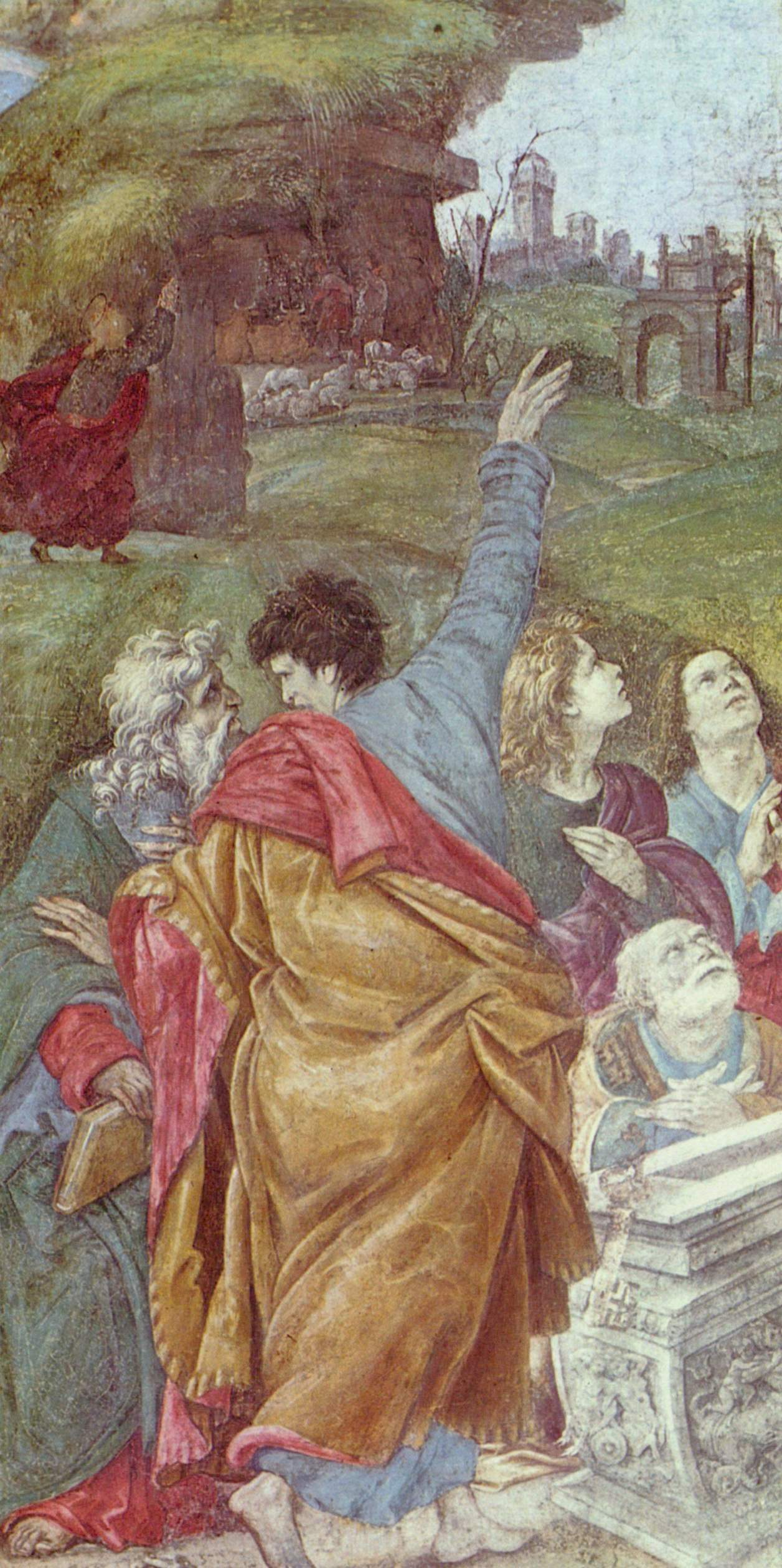
Filippino Lippi, De hemelvaart van Christus, 1489, fresco, Rome, Santa Maria sopra Minerva

In 1487 kreeg Lippi van Filippo Strozzi de opdracht om de familiekapel in de Santa Maria Novella te decoreren. Het onderwerp was het leven van Johannes de Evangelist en de heilige Filips. Lippi was met dit werk erg lang bezig en voltooide dit pas in 1503 na de dood van de opdrachtgever. Het uiteindelijke werk gaf zeer treffend het politieke en religieuze klimaat aan het einde van de 15de eeuw in Florence weer. De botsing tussen het christendom en het heidense was een groot probleem.
In 1488 verhuisde Lippi naar Rome waar hij op advies van Lorenzo de' Medici door Oliviero Carafa was ontboden om de decoratie van de familiekapel in de Santa Maria sopra Minerva te verzorgen. Lippi voltooide deze frescocyclus in 1493.
Tussen 1491 en 1494 keerde Lippi terug naar Florence waar hij tot zijn dood in 1503 productief bleef. Op de dag van zijn begrafenis legden alle werkplaatsen in de stad hun werkzaamheden voor een dag stil.